# Nemorilla angustipennis
Nemorilla angustipennis là một loài ruồi trong họ Tachinidae.